# Кат (улица)
 Кат (The Cut, «разрез») — улица на стыке лондонских районов Ламбет и Саутворк (Саут-Бэнк, округ SE1). Улица проходит между Ватерлоо-роуд (запад) и Блэкфрайарс-роуд (восток). На западной оконечности улицы в южном направлении стоит театр «Олд Вик», дальше по северной стороне располагается его преемник «Янг Вик». Саутворк-колледж выходит на южную часть улицы. Дальше на север — станция метро Саутуарк.

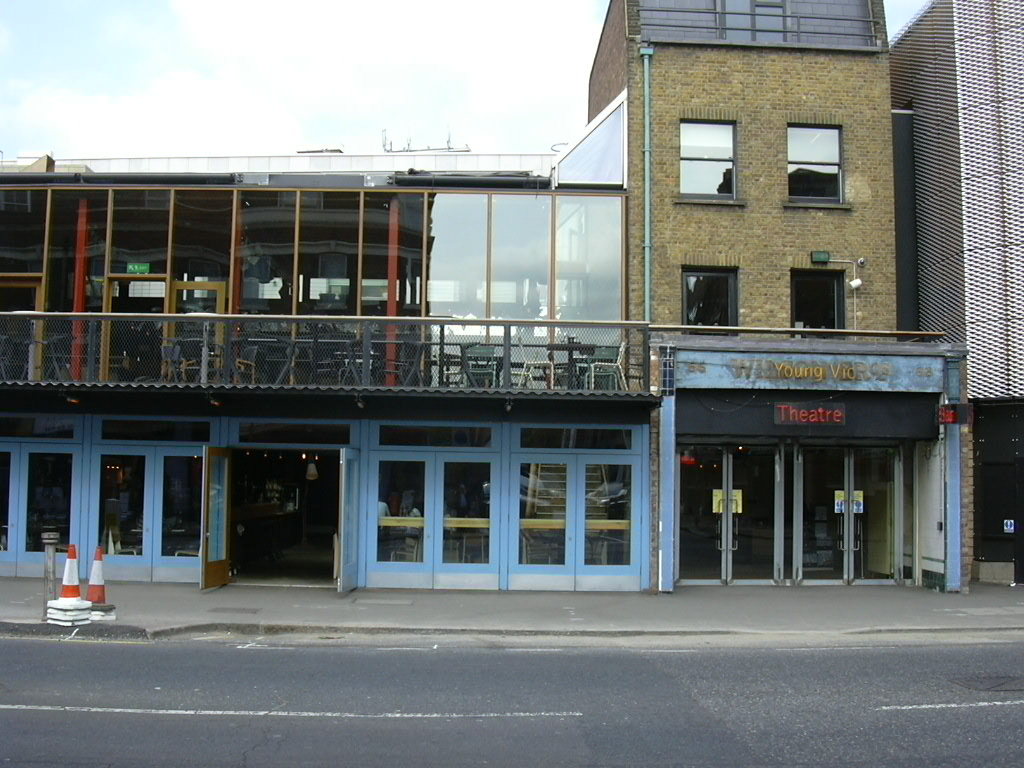
Янг Вик (Ламбет).
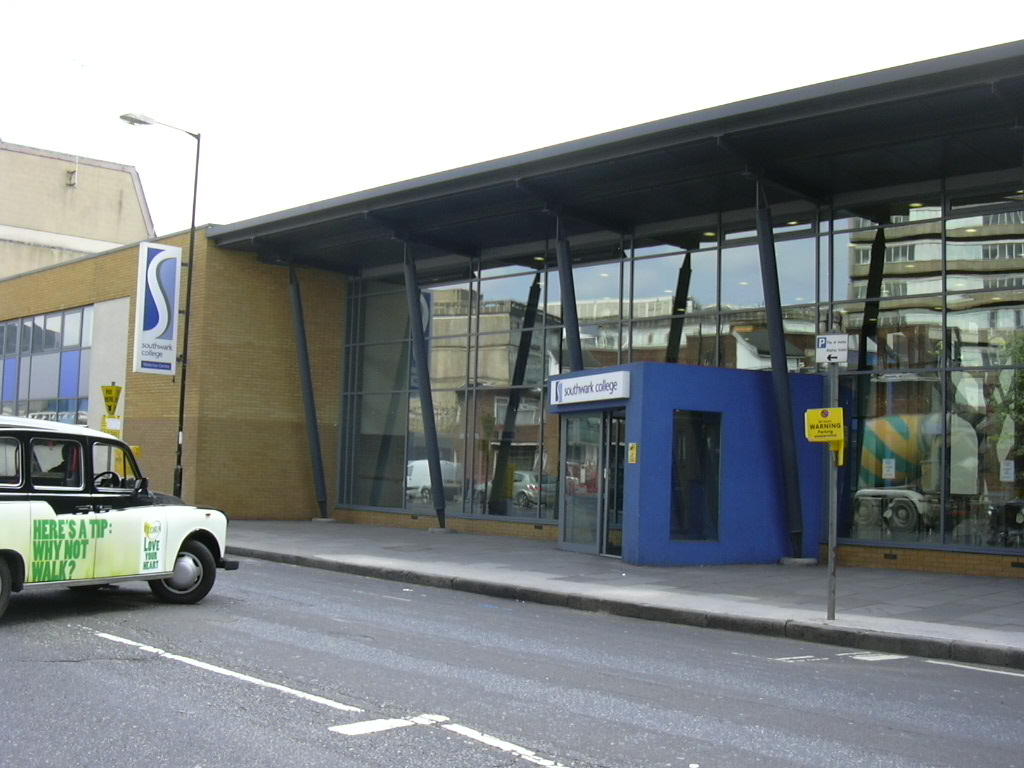
Саутворк-колледж (Саутворк).
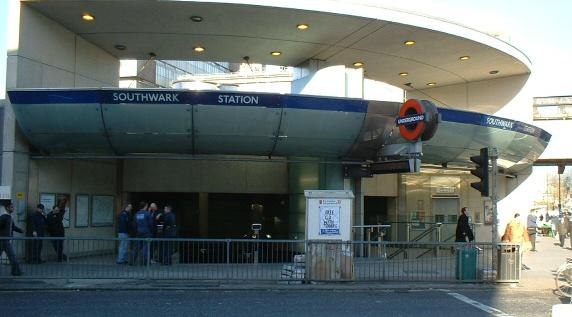
Станция метро «Саутворк»